# Филипова магаза
Филиповата магаза (на македонска литературна норма: Филипова магаза) е магазин в град Охрид, Северна Македония. Сградата е обявена за значимо културно наследство на Северна Македония.

## История
Сградата е разположена на улица „Димче Маленко“ № 12, в непосредствена близост до Охридския чинар и площад „Република Крушево“, в самото подножие на хълма. Сградата се състои от сутерен, партер и един етаж. Принадлежи към новия тип каменни търговски обекти от европейски тип, така наречените магази, започнали от средата на XIX век да заменят едноетажните дървени дюкяни. Изградена е в 1872 година от непознати майстори. Надписът на плочата на магазата гласи: „1872 30 май Ставре ... Филипови“.

## Архитектура
Сградата е изградена от камък, с оформяне на ъглите с големи обработени каменни блокове. Отворите в приземието и входната врата са със сводове от обработен бигор. На ката има по-малки правоъгълни отвори със слени вдлъбнати арки от обработени бигорни блокове. На прозорците на ката са запазени два от металните капаци, типични за охридските магази. Сградата завършва с обработена профилирана стреха от бигорни блокове, над която има покрив на много води, покрит с нови керемиди.